# Dulongjiang Xiang
Dulongjiang Xiang (kinesiska: 独龙江, 独龙江乡) är en socken i Kina. Den ligger i provinsen Yunnan, i den sydvästra delen av landet, omkring 520 kilometer nordväst om provinshuvudstaden Kunming. Antalet invånare är 4 239. Befolkningen består av 1 977 kvinnor och 2 262 män. Barn under 15 år utgör 26,0 %, vuxna 15-64 år 68 %, och äldre över 65 år 5,0 %.